# Zentraleuropäische Formel-4-Meisterschaft 2022
Die zentraleuropäische Formel-4-Meisterschaft 2022 (offiziell ACCR Formula 4 Championship Powered by ESET 2022) hätte die erste Saison der Zentraleuropäischen Formel-4-Meisterschaft werden sollen. Es hätte 16 Rennen geben sollen, welche primär in Mitteleuropa ausgetragen werden. Die Saison hätte am 8. April in Mogyoród beginnen und am 30. Oktober in Monza enden sollen.
Der Saisonbeginn wurde aufgrund der Lieferschwierigkeiten bei Tatuus durch den Russisch-Ukrainischen Krieg zuerst verschoben und am 6. Juli offiziell abgesagt und die erste Saison auf das Jahr 2023 verschoben. Für die verbliebenen Rennen wurde eine eigene Trophy-Wertung eingeführt.

## Teams und Fahrer
Alle Teams und Fahrer verwendeten das Tatuus-Chassis F4-T014 oder T-421, den FTJ I4-Motor von Abarth und Reifen von Pirelli.
| Bild | Team                   | Auto # | Fahrer           | Status | Rennwochenende | Quelle                            |
| --- | ---------------------- | ------ | ---------------- | ------ | -------------- | --------------------------------- |
| Bild gesucht Die Wikipedia wünscht sich an dieser Stelle ein Bild. Falls du dabei helfen möchtest, erklärt die Anleitung , wie das geht. | Procar Motorsport      | 01     | Patrick Schober  | T      | 3              | [ 8 ]                             |
| Bild gesucht Die Wikipedia wünscht sich an dieser Stelle ein Bild. Falls du dabei helfen möchtest, erklärt die Anleitung , wie das geht. | Eureka Competition     | 01     | Andrea Bodellini |        | 2              | [ 9 ]                             |
| Bild gesucht Die Wikipedia wünscht sich an dieser Stelle ein Bild. Falls du dabei helfen möchtest, erklärt die Anleitung , wie das geht. | Renauer Motorsport     | 04     | Tim Miedl        | J      | —              | [ 10 ]                            |
| Bild gesucht Die Wikipedia wünscht sich an dieser Stelle ein Bild. Falls du dabei helfen möchtest, erklärt die Anleitung , wie das geht. | Renauer Motorsport     | 44     | William Karlsson | J      | —              | [ 11 ]                            |
| Lema Racing | Lema Racing            | 05     | Tommaso Lovati   | J T    | Alle           | [ 12 ] [ 13 ] [ 9 ] [ 8 ] [ 14 ]  |
| Bild gesucht Die Wikipedia wünscht sich an dieser Stelle ein Bild. Falls du dabei helfen möchtest, erklärt die Anleitung , wie das geht. | MDR Events             | 08     | Giovanni Maschio |        | 2              | [ 9 ]                             |
| Bild gesucht Die Wikipedia wünscht sich an dieser Stelle ein Bild. Falls du dabei helfen möchtest, erklärt die Anleitung , wie das geht. | Mondiale Racing        | 022    | Andrea Raiconi   |        | 2              | [ 9 ]                             |
| JMT Racing Engineering | JMT Racing Engineering | 23     | Vojtěch Birgus   | J T    | 1, 3–4         | [ 15 ] [ 13 ] [ 13 ] [ 8 ] [ 14 ] |
| Bild gesucht Die Wikipedia wünscht sich an dieser Stelle ein Bild. Falls du dabei helfen möchtest, erklärt die Anleitung , wie das geht. | Team Zanatta           | 26     | Alberto Zanatta  |        | 2              | [ 9 ]                             |
| Bild gesucht Die Wikipedia wünscht sich an dieser Stelle ein Bild. Falls du dabei helfen möchtest, erklärt die Anleitung , wie das geht. | Silvano Rangheri       | 27     | Silvano Rangheri |        | 2              | [ 9 ]                             |
| Bild gesucht Die Wikipedia wünscht sich an dieser Stelle ein Bild. Falls du dabei helfen möchtest, erklärt die Anleitung , wie das geht. | Dexters Motorsport     | 64     | Elia Galvanin    |        | 2              | [ 9 ]                             |
| Racing Trevor | Racing Trevor          | 68     | Zénó Kovács      | J      | Alle           | [ 16 ] [ 13 ] [ 9 ] [ 8 ] [ 14 ]  |
| Bild gesucht Die Wikipedia wünscht sich an dieser Stelle ein Bild. Falls du dabei helfen möchtest, erklärt die Anleitung , wie das geht. | G Motorsport           | 69     | Salvatore Liotti |        | 2              | [ 9 ]                             |
| Bild gesucht Die Wikipedia wünscht sich an dieser Stelle ein Bild. Falls du dabei helfen möchtest, erklärt die Anleitung , wie das geht. | Gender Racing          | TBA    | Nikolas Szabo    |        | —              |                                   |

Anmerkungen
1. 1 2 3  Diese Fahrer wurden von den jeweiligen Teams eingeplant und auch bestätigt, kamen jedoch nie zu einem Einsatz
2. 1 2 3  Diese Teams sagten einer Meisterschaftsteilnahme zu, setzten aber nie ein Auto ein

## Rennkalender
Der Kalender wurde am 7. Jänner 2022 erstmals veröffentlicht. Es gibt sechs Veranstaltungen zu je zwei Rennen in fünf verschiedenen Ländern. Am 30. März wurde aufgrund von Lieferengpässen bei den Tatuus-Chassis der Meisterschaftsstart am Hungaroring abgesagt, als Ersatz wurde Monza als letztes Saisonrennen aufgenommen. Mitte April wurde bekannt gegeben, dass der Lauf in Posen durch Campagnano di Roma ersetzt wird. Das zweite Rennen in Čavle wurde abgesagt da ein Streckenposten bei einem Unfall am Vortag sein Leben verlor.
| Nr. | Datum         | Rennstrecke                               | Sieger                                                              | Zweiter                                                             | Dritter                                                             | Pole-Position                                                       | Schnellste Rennrunde                                                |
| --- | ------------- | ----------------------------------------- | ------------------------------------------------------------------- | ------------------------------------------------------------------- | ------------------------------------------------------------------- | ------------------------------------------------------------------- | ------------------------------------------------------------------- |
| —.  | 09. April     | Hungaroring (Mogyoród)                    | aufgrund von Chassis-Lieferengpass abgesagt                         | aufgrund von Chassis-Lieferengpass abgesagt                         | aufgrund von Chassis-Lieferengpass abgesagt                         | aufgrund von Chassis-Lieferengpass abgesagt                         | aufgrund von Chassis-Lieferengpass abgesagt                         |
| —.  | 10. April     | Hungaroring (Mogyoród)                    | aufgrund von Chassis-Lieferengpass abgesagt                         | aufgrund von Chassis-Lieferengpass abgesagt                         | aufgrund von Chassis-Lieferengpass abgesagt                         | aufgrund von Chassis-Lieferengpass abgesagt                         | aufgrund von Chassis-Lieferengpass abgesagt                         |
| 01. | 04. Juni      | Red Bull Ring (Spielberg)                 | Vojtěch Birgus                                                      | Tommaso Lovati                                                      | Zénó Kovács                                                         | Tommaso Lovati                                                      | Tommaso Lovati                                                      |
| 02. | 05. Juni      | Red Bull Ring (Spielberg)                 | Tommaso Lovati                                                      | Vojtěch Birgus                                                      | Zénó Kovács                                                         | Tommaso Lovati                                                      | Tommaso Lovati                                                      |
| —.  | 25. Juni      | Tor Poznań (Posen)                        | Abgesagt                                                            | Abgesagt                                                            | Abgesagt                                                            | Abgesagt                                                            | Abgesagt                                                            |
| —.  | 26. Juni      | Tor Poznań (Posen)                        | Abgesagt                                                            | Abgesagt                                                            | Abgesagt                                                            | Abgesagt                                                            | Abgesagt                                                            |
| —.  | 09. Juli      | Autodromo Vallelunga (Campagnano di Roma) | Abgesagt                                                            | Abgesagt                                                            | Abgesagt                                                            | Abgesagt                                                            | Abgesagt                                                            |
| —.  | 10. Juli      | Autodromo Vallelunga (Campagnano di Roma) | Abgesagt                                                            | Abgesagt                                                            | Abgesagt                                                            | Abgesagt                                                            | Abgesagt                                                            |
| 03. | 23. Juli      | Automotodrom Grobnik (Čavle)              | Salvatore Liotti                                                    | Andrea Bodellini                                                    | Zénó Kovács                                                         | Tommaso Lovati                                                      | Zénó Kovács                                                         |
| 04. | 24. Juli      | Automotodrom Grobnik (Čavle)              | aufgrund eines tödlichen Unfalles mit einem Streckenposten abgesagt | aufgrund eines tödlichen Unfalles mit einem Streckenposten abgesagt | aufgrund eines tödlichen Unfalles mit einem Streckenposten abgesagt | aufgrund eines tödlichen Unfalles mit einem Streckenposten abgesagt | aufgrund eines tödlichen Unfalles mit einem Streckenposten abgesagt |
| 05. | 20. August    | Slovakiaring (Orechová Potôň)             | Patrick Schober                                                     | Zénó Kovács                                                         | Tommaso Lovati                                                      | Zénó Kovács                                                         | Patrick Schober                                                     |
| 06. | 21. August    | Slovakiaring (Orechová Potôň)             | Patrick Schober                                                     | Zénó Kovács                                                         |                                                                     | Zénó Kovács                                                         | Patrick Schober                                                     |
| 07. | 10. September | Automotodrom Brno (Brünn)                 | Zénó Kovács                                                         |                                                                     |                                                                     | Zénó Kovács                                                         | Zénó Kovács                                                         |
| 08. | 11. September | Automotodrom Brno (Brünn)                 | Zénó Kovács                                                         |                                                                     |                                                                     | Zénó Kovács                                                         | Zénó Kovács                                                         |
| —.  | 29. Oktober   | Autodromo Nazionale di Monza (Monza)      | Abgesagt                                                            | Abgesagt                                                            | Abgesagt                                                            | Abgesagt                                                            | Abgesagt                                                            |
| —.  | 30. Oktober   | Autodromo Nazionale di Monza (Monza)      | Abgesagt                                                            | Abgesagt                                                            | Abgesagt                                                            | Abgesagt                                                            | Abgesagt                                                            |

## Wertungen

### Punktesystem
Bei jedem Rennen bekamen die ersten zehn des Rennens 12,5, 9, 7,5, 6, 5, 4, 3, 2, 1 bzw. einen halben Punkt(e), für die Rennen in Grobnik bekamen die ersten zehn 25, 18, 15, 12, 10, 8, 6, 4, 2 bzw. 1 Punkt(e). Es hätten zwei Punkte für die Pole-Position und einen Punkt für die schnellste Rennrunde vergeben werden sollen. In der Teamwertung wären jeweils zwei durch das Team nominierte Fahrer pro Rennen gewertet worden.
| Platz           | 1    | 2  | 3   | 4  | 5  | 6 | 7 | 8 | 9 | 10  | PP | SR |
| Rennen 1, 3 & 4 | 12,5 | 9  | 7,5 | 6  | 5  | 4 | 3 | 2 | 1 | 0,5 | 2  | 1  |
| Rennen 2        | 25   | 18 | 15  | 12 | 10 | 8 | 6 | 4 | 2 | 1   | 2  | 1  |

### Fahrerwertung
| Pos. | Fahrer       | AUT | AUT | CRO | CRO | SVK | SVK | CZE | CZE | Punkte |
| Pos. | Fahrer       | R1  | R2  | R1  | R2  | R1  | R2  | R1  | R2  | Punkte |
| ---- | ------------ | --- | --- | --- | --- | --- | --- | --- | --- | ------ |
| 01   | Z. Kovács    | 3   | 3   | 3   | C   | 2   | 2   | 1   | 1   | 70,5   |
| 02   | T. Lovati    | 2   | 1   | 6   | C   | 3   | DNS | ?   | ?   | 37,5   |
| 04   | P. Schober   |     |     |     |     | 1   | 1   |     |     | 25,5   |
| 04   | S. Liotti    |     |     | 1   | C   |     |     |     |     | 25,5   |
| 05   | V. Birgus    | 1   | 2   |     |     | ?   | ?   | ?   | ?   | 21,5   |
| 06   | A. Bodellini |     |     | 2   | C   |     |     |     |     | 18,5   |
| 07   | G. Maschio   |     |     | 4   | C   |     |     |     |     | 12,5   |
| 08   | A. Raiconi   |     |     | 5   | C   |     |     |     |     | 10,5   |
| 09   | S. Rangheri  |     |     | 7   | C   |     |     |     |     | 6,5    |
| 0–   | A. Zanatta   |     |     | DNF | C   |     |     |     |     | –,5    |
| 0–   | E. Galvanin  |     |     | DNF | C   |     |     |     |     | –,5    |
| 0–   | W. Karlsson  | WD  | WD  |     |     |     |     |     |     | –,5    |
| 0–   | T. Miedl     |     |     |     |     |     |     |     |     | –,5    |
| 0–   | N. Szabo     |     |     |     |     |     |     |     |     | –,5    |
| Pos. | Fahrer       | R1  | R2  | R1  | R2  | R1  | R2  | R1  | R2  | Punkte |
| Pos. | Fahrer       | AUT | AUT | CRO | CRO | SVK | SVK | CZE | CZE | Punkte |

| Legende       | Legende                        | Legende                                                              |
| Farbe         | Abkürzung                      | Bedeutung                                                            |
| ------------- | ------------------------------ | -------------------------------------------------------------------- |
| Gold          | –                              | Sieg                                                                 |
| Silber        | –                              | 2. Platz                                                             |
| Bronze        | –                              | 3. Platz                                                             |
| Grün          | –                              | 4. bis 10. Platz                                                     |
| Hellblau      | –                              | 10. Platz aufwärts (punktberechtigt)                                 |
| Blau          | –                              | Klassifiziert außerhalb der Punkteränge                              |
| Dunkelblau    | –                              | Klassifiziert innerhalb der Punkteränge aber keine Punktberechtigung |
| Violett       | DNF                            | Rennen nicht beendet (did not finish)                                |
| Violett       | NC                             | nicht klassifiziert (not classified)                                 |
| Rot           | DNQ                            | nicht qualifiziert (did not qualify)                                 |
| Rot           | DNPQ                           | in Vorqualifikation gescheitert (did not pre-qualify)                |
| Schwarz       | DSQ                            | disqualifiziert (disqualified)                                       |
| Weiß          | DNS                            | nicht am Start (did not start)                                       |
| Weiß          | WD                             | zurückgezogen (withdrawn)                                            |
| ohne          | PO                             | nur am Training teilgenommen (practiced only)                        |
| ohne          | DNP                            | nicht am Training teilgenommen (did not practice)                    |
| ohne          | INJ                            | verletzt oder krank (injured)                                        |
| ohne          | EX                             | ausgeschlossen (excluded)                                            |
| ohne          | DNA                            | nicht erschienen (did not arrive)                                    |
| ohne          | C                              | Rennen abgesagt (cancelled)                                          |
| ohne          | keine Teilnahme                |                                                                      |
| sonstige      | P/fett                         | Pole-Position                                                        |
| sonstige      | SR/kursiv                      | Schnellste Rennrunde                                                 |
| sonstige      | Q                              | Extrapunkte für Pole-Position                                        |
| sonstige      | X                              | Extrapunkte für gewonnene Positionen                                 |
| sonstige      | *                              | nicht im Ziel, aufgrund der zurückgelegten Distanz aber gewertet     |
| sonstige      | ()                             | Streichresultate                                                     |
| unterstrichen | Führender in der Gesamtwertung |                                                                      |